# Myanmar National League
De Myanmar National League (Birmaans: မြန်မာ နေရှင်နယ် လိဂ် ; afgekort MNL) is de eerste nationale professionele voetbalcompetitie van Myanmar. In 2009 verving de competitie de Myanmar Premier League, die uit 14 voetbalclubs uit Yangon bestond. De competitie bestaat uit twaalf professionele clubs, elk uit een andere regio. Op 16 mei 2009 lanceerde de competitie haar inaugurele, twee maanden durende, toernooi ter voorbereiding op het eerste volledige seizoen in 2010. Ondanks de nationale ambities werden de wedstrijden in het seizoen 2009 afgewerkt in twee grote stadions in Yangon vanwege het gebrek aan adequate faciliteiten elders. Op 5 juli 2009 versloeg Yadanabon FC Yangon United FC in de MNL Cup-finale en werd daarmee de allereerste kampioen.
Drie clubs werden toegevoegd voor het seizoen 2010 en nog een club sloot zich aan voor het seizoen van 2011, waardoor het totaal uitkwam op twaalf clubs. De onderste twee ploegen degraderen aan het einde van het seizoen naar het tweede niveau. De bovenste twee clubs van de MNL-2 vervangen hun plaats.

## Winnaars
(Voor winnaars voor 2009, zie Myanmar Premier League)
| #  | Jaar | Winnaar       | Tweede plaats    |
| -- | ---- | ------------- | ---------------- |
| 1  | 2009 | Yadanarbon    | Yangon United    |
| 2  | 2010 | Yadanarbon    | Zeyar Shwe Myay  |
| 3  | 2011 | Yangon United | Ayeyawady United |
| 4  | 2012 | Yangon United | Kanbawza FC      |
| 5  | 2013 | Yangon United | Nay Pyi Taw      |
| 6  | 2014 | Yadanarbon    | Yangon United    |
| 7  | 2015 | Yangon United | Yadanarbon       |
| 8  | 2016 | Yadanarbon    | Yangon United    |
| 9  | 2017 | Shan United   | Yangon United    |
| 10 | 2018 | Yangon United | Shan United      |

### Titels per club
| Club             | Kampioen | Tweede plaats |
| ---------------- | -------- | ------------- |
| Yangon United    | 5        | 3             |
| Yadanarbon       | 4        | 1             |
| Shan United      | 1        | 2             |
| Ayeyawady United | 0        | 2             |
| Nay Pyi Taw      | 0        | 1             |
| Zeyar Shwe Myay  | 0        | 1             |

Ayeyawady United ·
Hanthawaddy United · 
Magwe · 
Myawady · 
Rakhine United · 
Sagaing United · 
Shan United · 
Southern Myanmar · 
Yadanabon · 
Yangon United · 
GFA · 
Zwegabin United